# Coucou des Flandres
Pour les articles homonymes, voir coucou et Flandre.
Pour des articles plus généraux, voir Gallus gallus domesticus et Liste des races de poules.
La coucou des Flandres est une variété locale de poule, originaire des Flandres, du côté belge et du côté français.

## Description
La coucou des Flandres fait partie des races les plus complètes : race régionale (Flandres), elle est acclimatée à son habitat où elle se trouve rustique et résistante aux maladies. Excellente pondeuse (hiver et été), chair de qualité, autosexable, précocité et aptitude à la couvaison, la coucou des Flandres est une race presque parfaite et on peut lui reprocher parfois son besoin de grands espaces et son tempérament querelleur (essentiellement chez la poule) développé principalement pour obtenir l’ordre social au sein du poulailler.

## Origine
La coucou des Flandres (parfois: la coucou de la Dendre) peut se confondre avec la coucou de Malines, mais c'est une variété plus ancienne. Son arrivée en France daterait du XVIe siècle; son origine première serait sans doute les Pays-Bas. Toutes les races coucous semblent être apparues sur les zones côtières de la mer du Nord et de la Manche (la coucou Picarde aussi, donc).
Édouard Henry Labbe l’expose pour la première fois à Quesnoy-sur-Deûle en 1880, c’est le premier ardent défenseur du coucou des Flandres. Le deuxième ardent défenseur local de la race fut Detroy des Aviculteurs du Nord.
En 1980, il ne reste que 4 ou 5 foyers de coucous des Flandres en Belgique.
En 1987, Adolphi devient le 3e ardent défenseur connu de cette variété, qu’il reconstitua à partir de sujets dégénérés et par l’apport d’autres coucous.
En 2000, Dacheville prendra la relève de Adolphi et devient président du club de coucous des Flandres et de Picardie composé d’une cinquantaine de membres qui reproduisent en date de 2008 par centaines cette race que l’on peut considérer aujourd’hui fixée et sans cesse améliorée par un très important travail de sélection effectué par ces éleveurs.
En 2011 c'est Christophe Jourdain qui prend la présidence du club de la coucou des Flandres, de Picardie et de l'oie flamande, aux côtés de Gaëtan Guche en tant que vice-président pour assurer la gestion du club

## Situation actuelle
En 2012, La race Coucou des Flandres connaît toujours une croissance constante.  Aujourd'hui nous pouvons compter une bonne cinquantaine d'éleveurs dans toute la France avec un cheptel de 100-120 animaux de race pure.

## Championnat et Concours
France : Un champion et un vice-champion de France, catégorie Oie flamande sont désignés chaque année par le Club des Volailles Coucou des Flandres et de Picardie et de l’Oie Flamande.
- Palmarès 2009 - Champion de France: Guche Gaetan Vice-Champion de France: Jean-Luc Leblond
- Championnat de France 2010 : Champion de France : Jourdain Christophe Vice-Champion de France Guhce Gaetan
- Championnat de France 2011: Champion & Vice-champion de France: Guche Gaetan
- Championnat de France 2012: Champion de France Jean-Luc Leblond Vice champion de France Guche Gaetan
- Championnat de France 2013: Champion de France Jean-Luc Leblond Vice champion de France Gaetan Guche
- Championnat Régional 2022 : Champion Régional Monsieur Guche Gaetan

## Standard
- Masse idéale : coq : 2,5 à 3,5 kg ; poule : 2 à 3 kg
- Taille : de 60 à 65 cm pour le coq, de 40 à 45 centimètres pour la poule.
- Crête : simple
- Oreillons : rouges
- Couleur des yeux : rouge orangé
- Couleur de la peau : blanche
- Tarses : clairs
- Œufs à couver : min. 55 g, couleur crème clair
- Diamètre des bagues : coq : 20-22 mm ; poule : 18-20 mm
- Couleur du plumage : coucou. Barré, noir suie, sur fond blanc sale ; les barres sont en général au nombre de 4 noires et 4 blanches. Le coq est plus clair que la poule.

## Sexage
La coucou des Flandres est une race autosexable. Les poussins mâles sont plus clair. 

## Baguage
France :  Poule 18 mm Coq 20 mm

## Ponte
La Coucou des Flandres est une bonne pondeuse même d'hiver. Une bonne poule peut pondre de 160-180 œufs de 55-60 g et de couleur blanc à crème par an. 

## Sources
- Le Standard officiel des volailles (Poules, oies, dindons, canards et pintades), édité par la SCAF.
- Le Standard des races belges (Belgique).